# Moheener Ghoraguli
Moheener Ghoraguli o Mohiner Ghoraguli (Bengalí: মহীনের ঘোড়াগুলি, traducción: Caballos Moheen) fue un grupo musical de la India originaria de Calcuta, la banda fue creada en 1975. Ellos han interpretado una mezcla de diferentes géneros musicales, gracias a las influencias rítmicas como el género Baúl y los ritmos tradicionales folclóricos, incluyendo también el rock.
Fundada en la década de los años 1970, durante un período sus temas musicales han servido para ser interpretadas también en diferentes producciones cinematográficas. Las letras de sus canciones según el líder de la banda, Gautam Chattopadhyay, eran radicalmente nuevas. Gautam publicó una compilación de Mohiner Ghoraguli, uno de los artistas contemporáneos, para que luego sea interpretara también por la banda Aabaar Bochhor Kuri Pore en 1995.
Su canción "Prithibita Naki" (পৃথিবীটা নাকি), llamó a una reflexión sobre cómo la televisión crea la alienación urbana. Ha sido objeto de muchos artistas. 

## Discografía

### Álbumes de estudio original
- Shongbigno Pakhikul O Kolkata Bishayak (1977), (en bengalí: সংবিগ্ন পাখিকুল ও কলকাতাবিষয়ক)
- Ajaana UDonto bostu ba Aw-Oo-Baw (1978), (en bengalí: অজানা উড়ন্ত বস্তু বা অ-উ-ব)
- Drishyomaan Moheener Ghoraguli (1979), (en bengalí: দৃশ্যমান মহীনের ঘোড়াগুলি)

### Otros álbumes
Temas musicales reconocidos por otros artistas.
- Aabaar Bochhor Kuri Pore (1995), (en bengalí: আবার বছরকুড়ি পরে)
- Jhora Somoyer Gaan (1996), (en bengalí: ঝরা সময়ের গান)
- Maya (1997), (en bengalí: মায়া)
- Khyapar Gaan (1999)
- Aabaar Bochhor Kuri Pore extended CD re-release (1999), (en bengalí: আবার বছরকুড়ি পরে)
- Goutum - From The Live Performances Of Goutam Chattopadhyay